# Balota, Vâlcea
Balota este un sat în comuna Racovița din județul Vâlcea, Muntenia, România.
Satul Balota a fost denumit până în 1966 Sărăcinești.
Istoria sa amintește de o puternică așezare dacică despre care profesorul universitar și arheologul ieșean Teohari Antonescu (1866 - 1910) în lucrarea “Columna lui Traian” (Iași 1910, P.252) comentând scenele de pe monumentul cu același nume din Roma, menționează: “……..la Sărăcinești, cetățuia vrăjmașului este risipită chiar sub ochii garnizoanei dacice, care se retrage în liniște pe valea pârâului Sărăcinești”. Ruinele zidurilor vechi, urmele de biserici, săgeți în formă dacică, sunt mărturii consemnate în diferite lucrări cu referiri la această zonă și la locuitorii săi.
Peste localitate s-a abătut o epidemie de ciumă, când satului i s-a dat foc, iar puținii supraviețuitori s-au împărțit pe Valea Lotrului ori în Țara Lovistei, revenind ulterior pe vechea vatră a satului. În vremea fanarioților, oamenii au fost nevoiți să-și formeze ceata de haiduci în frunte cu Radu Grădinărescu și fiul său Tudor, spre a-și apăra bunurile din gospodării de potere.
Cele două războaie mondiale care au trecut peste România au înghițit și vieți de săteni de aici, unii dintre ei, recunoscuți ca și eroi (Alexandru Prunescu,decorat postmortem în 1916 cu medalia “ Bărbăție și Credința cu Spade, clasa a II a”de către Majestatea Sa Regele; Ion I. Iliescu Cavaler al Ordinului Militar “Mihai Viteazul, Ordinul Coroana României cu spade și Panglica și alte onoruri, în timpul celui de al II-lea Război mondial”).
Scăpați de inundațiile din 1941 , 1948, 1962, de spaimă (timp de 30 de ani) a eventualei desființări a satului ca urmare a barajului de la Cornet, localnicii și-au păstrat vatra pe care au înălțat case între dealurile Chicerea și Boldan. Două clădiri din lemn, cu foișoare lungi sculptate în lemn, una datând din 1917 (cea a lui Ion Dobre Sofilca) și alta din 1920 (cea a Mariei și Ion Iliescu) completează peisajul architectonic al locului.  
Biserica cu hramul Sfântului Nicolae a fost sfințită pentru prima dată în ianuarie 1912. Pictura în ulei din interiorul bisericii este opera renumitului pictor Dimitrie Cabadaeff.
Absolvent al Academiei Belle-Arte din Venetia(1903) acesta a fost pictor ,scenograf la Teatrul Național din Craiova și profesor de desen și limbi străine la Institutul Urziceanu din Craiova.Foarte bun pictor de biserici, mai cunoscut în Ardeal,Cabadaeff a fost și un talentat portretist.Odată cu pictura bisericii el a realizat portretul preotului ctitor, Gheorghe Prunescu și al soției sale , ambele fiind expuse după realizare ,pe zidul de la intrarea din interiorul bisericii.
Portretul preotesei este deosebit de interesant prin specificul vestimentației,….este încărcată cu mărgele multicolore ,un pieptar cusut după modelul tradițional țărănesc în culori vii,asortate cu cele de pe ea, iar pe cap o maramă din fir de mătase ,țesută în casă.
Ambele portrete au fost furate din biserică.
Strădaniile preotului Gheorghe Prunescu(care a fost și învățător fără leafă în satele dinspre Lotru până la Căineni între anii 1886-1898) pentru construirea bisericii se pot aprecia citind memoriile sale adresate diverșilor oficiali ai statului român. Între acestea cel adresat lui George Grigore Cantacuzino(15 ianuarie 1899) fost prim ministru al României,impresionează prin lexicul de o specială expresie literară menit să-l convingă  pe ministru să acorde ajutor material pentru construirea bisericii.
În 1916, „în timpul războiului celui mare European”, cum scrie pe frontispiciul bisericii, aceasta a fost jefuită de armatele beligerante. S-a sfințit a doua oară în 1919, pe 9 aprilie.